# Ruggero Pascoli
Ruggero Pascoli (Ravenna, 24 marzo 1815 – Savignano di Romagna, 10 agosto 1867) è stato il padre del poeta Giovanni Pascoli, amministratore della tenuta "La Torre" dei principi Torlonia, assassinato, ufficialmente da ignoti, nel 1867.
L'omicidio, che fu opera probabilmente di criminali ed estremisti politici, influì pesantemente sulla psicologia del futuro poeta.

## Biografia

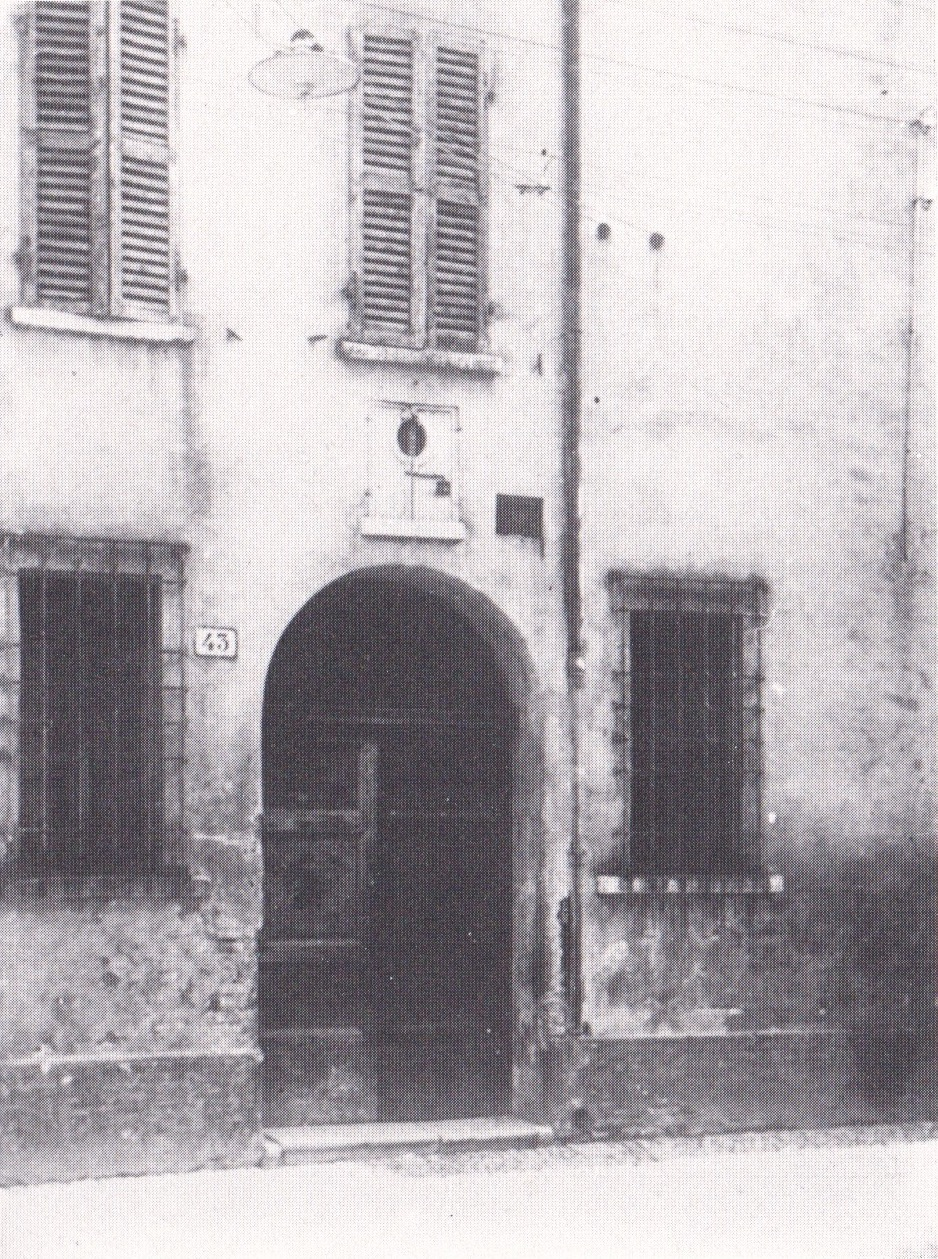
Ravenna, casa dei Pascoli. Qui visse Ruggero, padre di Giovanni Pascoli. La casa venne distrutta da un bombardamento nel settembre 1944.

Figlio di Giacomo Pascoli e di sua moglie Margherita Burnazzi, di Ravenna; rimasto orfano a nove anni, fu cresciuto dagli zii Luigi e Giovanni. Quest'ultimo, vedovo che aveva perso anche il figlio Ferdinando, in pratica lo adottò. Lo zio Giovanni era amministratore della Torre.
Ruggero sposò nel 1849 Caterina Vincenzi Allocatelli, appartenente ad una famiglia della piccola nobiltà rurale di San Mauro di Romagna, oggi San Mauro Pascoli.
I coniugi fissarono la loro dimora nella casa di lei, in paese. Nell'arco di undici anni di unione nacquero ben dieci figli: Margherita Olimpia Vittoria, Giacomo Ugo Enea, Luigi Filippo Venanzio, Giovanni Placido Agostino, Raffaele Sigismondo Cesare, Alessandro Giuseppe Paolo, Carolina Vittoria Maria (che morì a soli 5 anni), Ida Elda Maria Vittoria (che morì a soli 7 mesi), Ida Angela Olimpia e Maria Santa Adele Annetta.
Nonostante i numerosi impegni familiari e di lavoro (fu Comandante civico, fino a quando succedette allo zio come amministratore dei Torlonia), Ruggero garantì il proprio impegno come assessore comunale nel 1861, come consigliere nel 1862, di nuovo come assessore l'anno successivo e nuovamente come consigliere l'anno dopo, fino al giorno della sua scomparsa, avvenuta il 10 agosto 1867. Esponente dei gruppi repubblicani, passò poi ai liberali, probabilmente come condizione per avere il lavoro di amministratore.

## L'omicidio
La sera in cui venne assassinato, Ruggero stava tornando a casa da Cesena quando, all'altezza di San Giovanni in Compito, presso Savignano, venne ucciso con una fucilata sparata da due sicari ignoti, appostati lungo la strada; morì sul colpo e il carretto, con la spaventata cavalla, proseguì ancora da solo per un tratto, trasportando il corpo di Ruggero; la Romagna era allora una terra difficile e in alcune zone imperversava il brigantaggio. Nei pressi si trovavano poche altre persone, che testimoniarono senza giungere a niente di importante. Tra di loro Gino Vendemini, deputato, garibaldino e repubblicano, il quale scrisse in una memoria che l'assassino "rimane ignoto, almeno alle autorità", volendo dire che la gente del luogo sapeva chi fosse il responsabile, ma taceva per paura o complicità. Il prefetto attribuì la fine di Ruggero ad ambienti del repubblicanesimo estremista che lo consideravano un "servo dei padroni" e un traditore, poiché si era politicamente schierato con i liberali monarchici, oltre a suscitare invidie fra gli altri fattori, massari e mezzadri.
Il magistrato che diresse l'inchiesta indagò due agitatori politici di Cesena, in realtà due criminali comuni gravitanti intorno ai movimenti di sinistra per interesse, Luigi Pagliarani detto Pajarèn e soprannominato Bigeca o Bigecca e Michele Della Rocca, che furono però prosciolti. La tesi del movente politico fu respinta sempre dalla famiglia Pascoli, anche se Giovanni, pur essendo personalmente repubblicano come suo padre, almeno da giovane, non volle avvicinarsi al movimento in Romagna, preferendo i socialisti e gli anarchici, sospettando un'infiltrazione nei gruppi anti-monarchici di numerosi delinquenti e briganti locali, collusi con la morte del padre. La maggioranza dei concittadini pensava, però, che l'uomo, in qualità di agente e amministratore della tenuta dei principi Torlonia, avesse ostacolato, nel suo lavoro, qualche potente malavitoso della zona, forse un contrabbandiere. Gli stessi coloni della tenuta si dedicavano al contrabbando per arrotondare i salari. L'omicidio dunque sarebbe stato una vendetta o un avvertimento in stile mafioso. Nello stesso periodo altri fattori e possidenti furono assassinati, con la stessa modalità da criminalità organizzata. Per molti, comunque, compresa la famiglia, i due sicari agirono su mandato di chi voleva succedere a Ruggero nel prestigioso incarico, il quale, secondo Giovanni, forse aveva anche avuto parte nell'esecuzione del delitto e sarebbe stato presente sul luogo. Questa tesi è stata alla base di un film del 1953, intitolato La cavallina storna, ispirato appunto alla poesia La cavalla storna.
Unica testimone del delitto fu appunto la sua amata "cavallina storna", la celebre giumenta dal mantello scuro disseminato di macchie bianche come la livrea di uno storno, che dà il titolo all'omonima poesia.
Il delitto, che Pascoli rievocò in molte altre liriche, tra cui X agosto, rimase impunito per una diffusa omertà e venne archiviato dalla magistratura, dopo ben tre processi, come "commesso da ignoti". Due altri imputati, Raffaele Dellamotta, 27 anni, e Michele Sacchini, erano agenti di casa Torlonia, accusati di essere sicari a pagamento di un ignoto mandante; condannati in primo grado, vennero in seguito assolti. Dellamotta fu ucciso tre anni dopo, tentando di sedare una rissa tra famiglie coloniche rivali, accoltellato nei pressi della tenuta. Pascoli e la madre, poiché Ruggero, il giorno della morte, doveva incontrare un inviato di Alessandro Torlonia, un certo ingegnere Achille Petri (il quale avrebbe dovuto confermargli l'incarico, ma non si presentò), attribuirono a motivi di rivalità sul lavoro il delitto. Giovanni fece anche delle indagini personali e ritenne che i due sicari avessero agito su incarico di Pietro Cacciaguerra, uomo prepotente che aveva avuto dei contrasti con Ruggero (notoriamente uomo onesto e corretto), e aspirante amministratore della tenuta, il quale era emigrato in Sudamerica, dove fece fortuna. Ritornato a Savignano era divenuto un possidente e "signorotto" del luogo, e l'anno dopo l'omicidio, venne nominato amministratore, coadiuvato proprio da Petri, quasi confermando la "vox populi" che lo voleva responsabile. La stessa polizia del luogo era parte del colpevole silenzio, secondo l'opinione di Giovanni. È possibile anche che il principe Torlonia sapesse la verità sul delitto, e per timore di ritorsioni, avrebbe dato addirittura il suo assenso.

## Dopo la morte
La famiglia di Ruggero fu così costretta ad abbandonare la Torre per la casa materna di San Mauro, che venderanno qualche anno dopo, per difficoltà economiche e morali. I Torlonia revocarono anche la sovvenzione alla famiglia del loro agente caduto sul lavoro.
Dal 1867 al 1871 si consumò definitivamente la tragedia dei Pascoli. Caterina sopravvisse solo per pochi mesi dopo la morte del marito, morendo nel 1868 colpita da un attacco cardiaco; poco più tardi morirono di malattia i figli Margherita (di tifo nel 1868) e Luigi (di meningite nel 1871). Giacomo morirà nel 1876, a Bologna, e i superstiti vivranno faticosamente.
Il trauma lasciò segni profondi nella vita del poeta. Il fratello maggiore Giacomo, secondo le cronache morì di tifo, ma secondo recenti studi fondati su documenti personali dei Pascoli, egli, che aveva tentato inutilmente di ricostituire il nucleo familiare a Rimini, potrebbe invece essere stato assassinato, forse avvelenato. Giacomo infatti nell'anno in cui morì ricopriva la carica di assessore comunale e pare conoscesse personalmente coloro che avevano partecipato al complotto per uccidere il padre, oltre al fatto che i giovani fratelli Pascoli (in particolare Raffaele e Giovanni) si erano avvicinati a tal punto alla verità sul delitto paterno, da essere minacciati di morte.
La giovane moglie di Giacomo pretese inoltre parte della scarna eredità e mandò in rovina completamente la famiglia. Raffaele e Giuseppe Alessandro (sposò la vedova di un parente del presunto sicario Pagliarani, suscitando l'ira di Mariù) si allontanarono progressivamente dal nucleo famigliare, di cui rimasero parte solo Ida (fino al suo matrimonio), Giovanni e Maria. Giovanni si fece carico, dopo una gioventù tumultuosa in cui finì anche in carcere per motivi politici, della famiglia con il proprio stipendio di insegnante e i guadagni delle sue opere letterarie.
Il 10 agosto di ogni anno Giovanni mandava un biglietto listato a lutto, con la dicitura p.r. ("per ricordare") a colui che riteneva l'assassino, il citato Cacciaguerra, che lasciò l'incarico nella tenuta nel 1875, dopo aver incrementato i suoi affari; il successivo amministratore della tenuta, qualche anno dopo, disse a Pascoli che "ci aveva preso nel mezzo", cioè che la verità era quella da lui sospettata, cioè che l'omicidio era stato eseguito da Pagliarani con l'aiuto di Della Rocca, e ordinato da Cacciaguerra. Consigliò anche al poeta di non indagare oltre, altrimenti avrebbe probabilmente fatto la fine del padre. Nonostante ciò, dopo che il presunto mandante morì, Pascoli lo raffigurò, nella poesia Tra San Mauro e Savignano, come un'anima che non trova la pace neanche nella morte, a causa del proprio delitto impunito.

## Influenza culturale
Sulla intricata vicenda del delitto di Ruggero Pascoli, è stato pubblicato il volume di Rosita Boschetti Omicidio Pascoli. Il complotto che è frutto di recenti ricerche negli archivi locali e che, oltre a pubblicare documentazione inedita, formula l'ipotesi di un complotto perpetrato ai danni dell'amministratore Pascoli.
Il delitto ispirò il film Cavallina storna, dove Ruggero Pascoli fu interpretato da Gino Cervi.

## Poesie di Giovanni Pascoli
Molte liriche di Pascoli hanno come argomento la morte del padre o sono in qualche modo ad essa collegate:
- X agosto
- La cavalla storna
- L'anello
- Il libro
- Tra San Mauro e Savignano
- Il nido dei "farlotti"
- Commiato
- Il giorno dei morti
- Colloquio
- La voce
- Un ricordo
- Il ritratto
- In Ritardo

L'intero libro Myricae porta inoltre la dedica «A Ruggero Pascoli, mio padre».